# Rendez-vous (Pas de Deux)
Rendez-vous is een nummer van de Belgische groep Pas de Deux. Het was tevens het nummer waarmee ze België vertegenwoordigde op het Eurovisiesongfestival 1983 in de West-Duitse stad München. Daar werd het uiteindelijk achttiende, met 13 punten.
Het lied zorgde destijds in de nationale preselectie voor heel wat opschudding en protest. Er worden namelijk maar twee zinnen gezongen: Rendez-vous, maar de maat is vol en m'n kop is toe. Toen het door de vakjury werd verkozen om België te vertegenwoordigen, braken er bijna rellen uit in de zaal.
Rendez-vous was op 1 april 1983 ook het eerste nummer dat op de pas opgerichte radiozender Studio Brussel gedraaid werd. Vandaar dat men 25 jaar later, in 2008, een verzoekprogramma op de zender uitzond dat Rendez-vous heette en waarin de geschiedenis van de zender werd verteld. In elke aflevering werd bovendien een bekend popnummer gecoverd. In de eerste uitzending coverde Vive la Fête Rendez-vous van Pas de Deux.

## Resultaat
| Plaats | Land       | Artiest                     | Titel                   | Punten |
| ------ | ---------- | --------------------------- | ----------------------- | ------ |
| 17     | Denemarken | Gry Johansen                | Kloden drejer           | 16     |
| 18     | België     | Pas de Deux                 | Rendez-vous             | 13     |
| 19     | Spanje     | Remedios Amaya              | ¿Quién maneja mi barca? | 0      |
| 19     | Turkije    | Çetin Alp & The Short Waves | Opera                   | 0      |